# Angel Face (Oscar and the Wolf)
Angel Face is een nummer van de Belgische eenmansband Oscar and the Wolf uit 2024.

## Achtergrondinformatie
"Angel Face" gaat over de moeilijke periode die frontman Max Colombie doormaakte na een scheiding, waarin hij leed aan angsten en depressies en kampte met een drank- en drugsverslaving. Colombie teasde het nummer met verontrustende posts op zijn Instagram waarin hij onder meer dansend shotjes neemt en later met zijn hoofd boven het toilet hangt. Dit leidde tot bezorgde reacties van fans. In een interview met VTM Nieuws, waarin Colombie over zijn verslaving vertelde, lichtte hij zijn posts toe door de stellen dat "de onrust nodig is om deze conversatie te openen". Colombie wil echter vooral fans die met vergelijkbare problemen kampen een oplossing bieden. "Zoek een taal: schrijf het op, babbel erover en zoek hulp. Als een persoon kan ik het taboe niet doorbreken, maar kan wel een goed voorbeeld tonen van hoe je los kunt staan van het taboe", aldus Colombie. Ook door het grote succes dat hij had met zijn muziek, werd Colombie op de proef gesteld. "Ik heb in een situatie gezeten waarbij ik mijn onzekerheden verlamde door te consumeren, omdat ik iemand ben die heel onzeker is", vertelde de zanger bij VTM Nieuws. "Mijn carrière is heel snel gegaan, en dat was moeilijk om mee om te gaan. En toen ben ik gecrasht".
Hoewel Colombie zich op "Angel Face" van een meer kwetsbare kant laat zien, heeft het nummer toch een energieker en meer pop-georiënteerde geluid dan Colombies eerdere werk. "Ik vind het altijd interessant als er een contrast aanwezig is in de muziek. In 'Angel Face' is dat contrast voor mij de popkant. Ik wil geen donkere sfeer leggen onder een donker onderwerp", zei hij erover. Het nummer leverde Colombie een grote hit op in België met een 5e positie in de Vlaamse Ultratop 50. Ook beleefde Colombie met de plaat een doorbraak in Nederland; de single werd zijn eerste Alarmschijf en daarmee ook zijn eerste Nederlandse Top 40-hit, met een 36e positie.

## Tracklijst
Muziekdownload
1. "Angel Face" - 3:32

## Hitlijsten

### Ultratop 50 Vlaanderen
| Angel Face in de Ultratop 50 - 10-02-2024- 08-06-2024 | Angel Face in de Ultratop 50 - 10-02-2024- 08-06-2024 | Angel Face in de Ultratop 50 - 10-02-2024- 08-06-2024 | Angel Face in de Ultratop 50 - 10-02-2024- 08-06-2024 | Angel Face in de Ultratop 50 - 10-02-2024- 08-06-2024 | Angel Face in de Ultratop 50 - 10-02-2024- 08-06-2024 | Angel Face in de Ultratop 50 - 10-02-2024- 08-06-2024 | Angel Face in de Ultratop 50 - 10-02-2024- 08-06-2024 | Angel Face in de Ultratop 50 - 10-02-2024- 08-06-2024 | Angel Face in de Ultratop 50 - 10-02-2024- 08-06-2024 | Angel Face in de Ultratop 50 - 10-02-2024- 08-06-2024 | Angel Face in de Ultratop 50 - 10-02-2024- 08-06-2024 | Angel Face in de Ultratop 50 - 10-02-2024- 08-06-2024 | Angel Face in de Ultratop 50 - 10-02-2024- 08-06-2024 | Angel Face in de Ultratop 50 - 10-02-2024- 08-06-2024 | Angel Face in de Ultratop 50 - 10-02-2024- 08-06-2024 | Angel Face in de Ultratop 50 - 10-02-2024- 08-06-2024 | Angel Face in de Ultratop 50 - 10-02-2024- 08-06-2024 | Angel Face in de Ultratop 50 - 10-02-2024- 08-06-2024 | Angel Face in de Ultratop 50 - 10-02-2024- 08-06-2024 |
| Week                                                  | 1                                                     | 2                                                     | 3                                                     | 4                                                     | 5                                                     | 6                                                     | 7                                                     | 8                                                     | 9                                                     | 10                                                    | 11                                                    | 12                                                    | 13                                                    | 14                                                    | 15                                                    | 16                                                    | 17                                                    |                                                       |                                                       |
| ----------------------------------------------------- | ----------------------------------------------------- | ----------------------------------------------------- | ----------------------------------------------------- | ----------------------------------------------------- | ----------------------------------------------------- | ----------------------------------------------------- | ----------------------------------------------------- | ----------------------------------------------------- | ----------------------------------------------------- | ----------------------------------------------------- | ----------------------------------------------------- | ----------------------------------------------------- | ----------------------------------------------------- | ----------------------------------------------------- | ----------------------------------------------------- | ----------------------------------------------------- | ----------------------------------------------------- | ----------------------------------------------------- | ----------------------------------------------------- |
| Nummer                                                | 7                                                     | 5                                                     | 13                                                    | 7                                                     | 16                                                    | 12                                                    | 13                                                    | 6                                                     | 9                                                     | 17                                                    | 13                                                    | 15                                                    | 18                                                    | 21                                                    | 21                                                    | 23                                                    | 23                                                    | uit                                                   |                                                       |